# Kalundborg Skibsværft
Kalundborg Skibsværft blev oprettet i 1916 af Valdemar Henckel. Da værftet var på sit højeste i 1919 beskæftiges omkring 1000 arbejdere. I 1920 efter 1. verdenskrig vendte konjunkturerne og i 1921 måtte værftet lukke. Kalundborg og Omegns Bank og flere andre blev trukket med ned. Det var en økonomisk katastrofe for Kalundborg.
|  | Denne artikel om en bygning eller et bygningsværk kan blive bedre, hvis der indsættes et (bedre) billede. Du kan hjælpe ved at afsøge Wikimedia Commons for et passende billede eller lægge et op på Wikimedia Commons med en af de tilladte licenser og indsætte det i artiklen. |

|  | Denne artikel er mærket geografiske koordinater mangler og der er defineret et hovedkvarter Pt. kan skabelonen, som sættes denne besked, ikke håndtere geografiske koordinater på et hovedkvarter. Men der arbejdes på sagen. Du kan hjælpe ved at indsætte koordinater i wikidata. |